# 達賴喇嘛復興之路

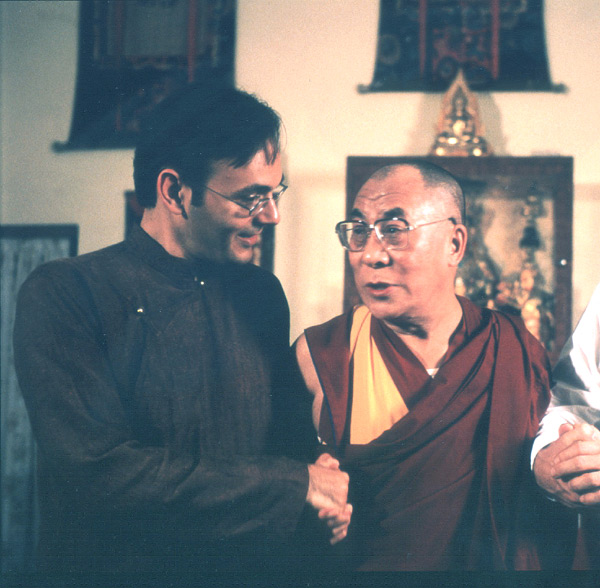
导演卡斯雅爾·達維奇与达赖喇嘛

《達賴喇嘛復興之路》（英語：Dalai Lama Renaissance）是一部2007年的紀錄片。由卡斯雅爾·達維奇（Khashyar Darvich）執導，著名影星哈里森·福特擔任旁白。影片主要記錄21世紀到來之際（1999年），第十四世達賴喇嘛丹增嘉措邀請40位西方著名的“文化復興”思想家至印度達蘭薩拉（西藏流亡政府所在地），連續五天一同探討如何解決當今世界面臨的重大問題。
與達賴喇嘛會晤的學者包括思想家弗萊德·艾倫·沃爾夫（Fred Alan Wolf）、阿密特·哥斯凡尼（Amit Goswami）、社會學家簡·休斯頓（Jean Houston）和爱心国际精神中心的創始人迈克尔·伯纳德·贝克威斯（Michael Beckwith）等。
影片表現了是达赖喇嘛与参与者討論过程。 此外，影片和介紹了西藏傳統音樂、達賴喇嘛和流亡藏人的生活，以及達蘭薩拉的自然風光等內容。
電影至今已獲得10多項電影獎項。

## 外部連結
- 互联网电影数据库（IMDb）上《達賴喇嘛復興之路》的资料（英文）
- 官方網站 （页面存档备份，存于）
- 預告片1 （页面存档备份，存于）
- 預告片2 （页面存档备份，存于）
- 預告片3 （页面存档备份，存于）